# 熱帶低氣壓奧林 (2017年)
熱帶低氣壓奧林（英語：Tropical Depression Auring）是一場強度較弱的熱帶氣旋，於2017年1月初在菲律宾南部引發水災。奧林於1月7日在棉兰老岛東方生成為一熱帶低氣壓，它緩慢向西北移動並在翌日登陸锡亚高岛。奧林吹襲幾個菲律賓島嶼並轉向西南後，於1月10日在苏禄海上空減弱為低壓區。其殘留隨後轉向西北偏西移動，並於1月11日移入南海，當天它又重新增強成熱帶低氣壓。1月14日，奧林轉向西南偏西移動，兩天後在越南南部近海再次減弱為低壓區。
奧林雖然沒有為菲律賓帶來破壞性強風，但仍為該國帶來強降雨。航班和水上交通被取消，導致數千人滯留。強降雨使許多位於棉蘭老島的村莊被淹沒。據報該區發生山泥傾瀉。宿霧省也出現大範圍水災，特別是該省南部。據菲律賓新聞報導，有兩人在風災後喪生。不過，怡安集团的另一份報告顯示，奧林及其殘留在該國造成11人死亡。該國的損失總額為$540萬（2017年美元）。

## 氣象歷史
1月7日凌晨0時，日本氣象廳首先留意到棉蘭老島近岸生成一熱帶低氣壓。三小時後，菲律賓大氣地球物理及天文服務管理局將該系統歸類為熱帶低氣壓，並給予當地名稱「奧林」（Auring）。當天稍後，雖然中心被拉長，但系統上空爆發出大片對流，使聯合颱風警報中心跟隨並將其編號為01W。系統受北方副熱帶高壓脊的引導向西北偏西移動。由於奧林靠近陸地，其增強幅度有限。菲律賓標準時間1月8日下午3時（协调世界时上午7時），奧林在锡亚高岛登陸。隨後，系統於菲律賓標準時間下午4時和下午6時（協調世界時上午8時和上午10時）吹襲迪纳加特群岛和帕納翁島。菲律賓標準時間1月9日凌晨4時45分（協調世界時1月8日晚上8時45分），奧林在保和省烏拜作第四次登陸。由於該系統持續與陸地產生相互作用，菲律賓大氣地球物理及天文服務管理局於1月9日早上將其降級為低壓區，並發布了針對該系統的最後公告。幾個小時後，聯合颱風警報中心也對其發出最後警告。當天稍後，奧林轉向西南移動並移入苏禄海。1月10日早上，日本氣象廳將其降級為低壓區。
1月11日，奧林的殘留移入南海，日本氣象廳在當天將系統重新歸類為熱帶低氣壓。然而，該系統在緩慢向西北偏西移動的幾天內結構仍然混亂。1月13日晚上，受惠於良好極地外流、攝氏27至28度的海面溫度和中等的风切变，深層對流在中心爆發。系統轉向西南偏西移動。儘管持續受風切變的影響，深層對流仍能捲入中心西側，這促使聯合颱風警報中心於1月14日早上發布熱帶氣旋形成警報。翌日，因應深層對流已完全包裹系統中心，聯合颱風警報中心再次將其升級為熱帶低氣壓。奧林繼續沿北方的低至中層高壓脊緩慢向西南偏西移動。然而，風切變很快增強，對流向西北方切離。1月16日，由於系統中心完全外露，聯合颱風警報中心再次對其發出最後警告。當天稍後，奧林在越南南部近海消散。

## 防災措施及影響

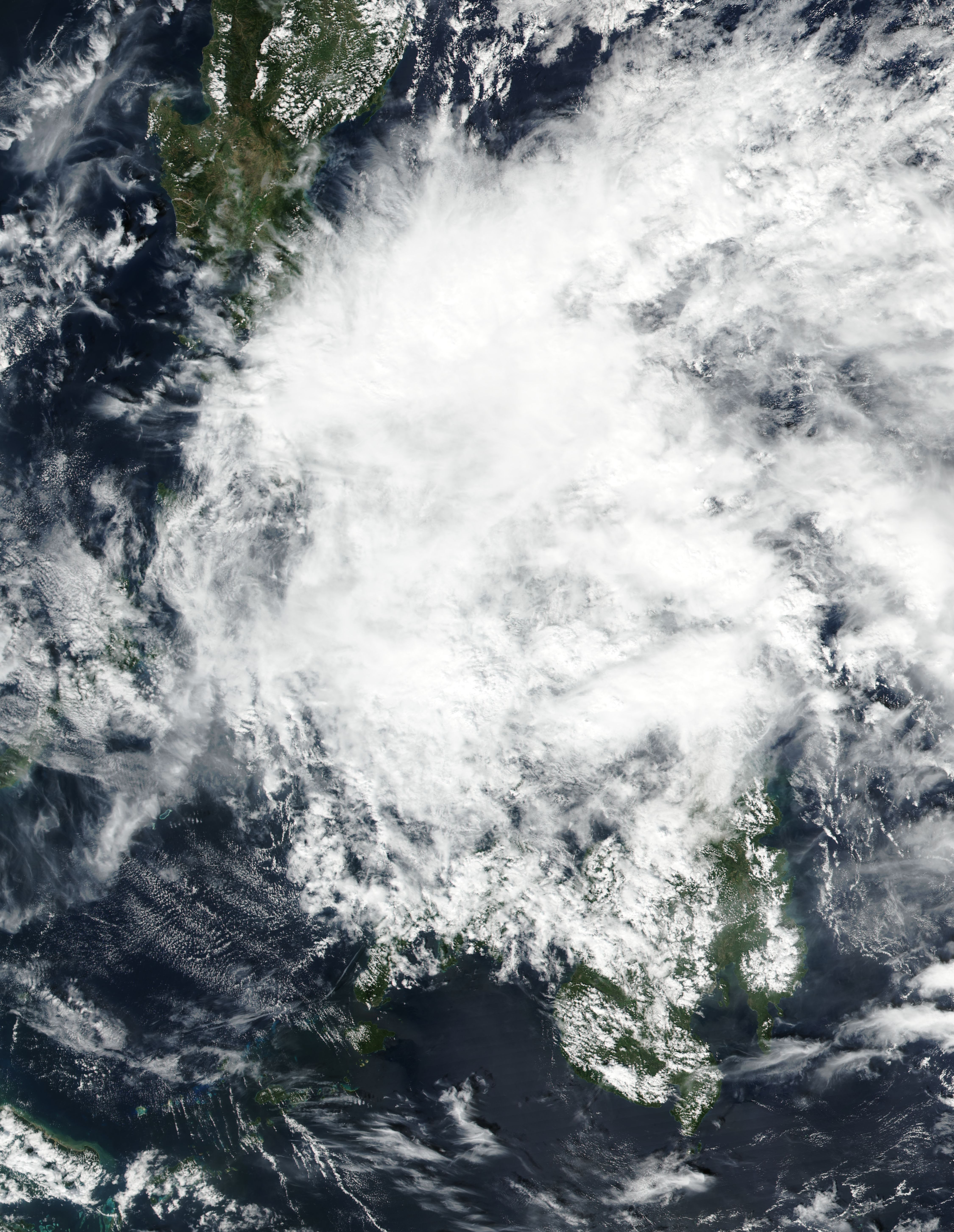
1月9日，位於米沙鄢群島上空的熱帶低氣壓奧林

1月7日，當奧林被歸類為熱帶低氣壓後不久，菲律賓大氣地球物理及天文服務管理局向卡拉加發出一號風暴信號。當天稍後，一號風暴信號擴展到达沃区和北棉兰老。1月8日，隨著奧林逼近該國，一號風暴信號擴展到南拉瑙省北部、北三寶顏省北部、南萊特省、中米沙鄢和西米沙鄢。隨著奧林登陸並減弱，風暴信號逐漸被解除。在奧林減弱為低壓區後，所有風暴信號均予取消。
受惡劣天氣影響，菲律賓航空在1月8日取消兩班國內航班，而菲律賓航空、宿霧太平洋航空和亞航飛龍航空則在1月9日取消六班國內航班。菲律賓海巡署取消北苏里高省、迪纳加特群岛、南萊特省和宿霧省的所有海上運輸，小型海船不允許進入棉兰老岛東部水域，導致納西皮特和苏里高有超過2,000人滯留。由於菲律賓海巡署取消往來班乃島、吉馬拉斯島和內格羅斯島之間的海上運輸，另有1,986人滯留在伊洛伊洛省和西內格羅省。巴尤幹、卡帕隆、比利兰省、北阿古桑省、南苏里高省、北蘇里高、迪納加特群島、保和省和宿霧省的學校於1月9日停課。因應奧林的威脅，南蘇里高省聖米格爾有217人被逼疏散。奧林登陸後雖然減弱為低壓區，但仍為菲律賓中南部帶來降雨。宿霧太平洋航空在1月11日取消兩班國內航班。阿尔拜省的學校當天也停課。
奧林帶來的暴雨導致南蘇里高省和南阿古桑省發生水災，道路和橋樑被淹沒。奧林也在南蘇里高省、北阿古桑省和南阿古桑省引發山泥傾瀉。11個位於康波斯特拉谷省的村莊也被淹沒。儘管奧林在吹襲宿霧省之前已減弱為低壓區，但它仍然引發大範圍水災，特別是該省南部。宿霧市的降雨量達到64毫米。曼達維市的洪水水深約為61至91厘米。儘管官員發出指示，但城裡居民仍拒絕撤離。儘管菲律賓海巡署取消宿霧省的所有水上運輸，但仍有11人因船隻螺旋槳故障而被困在博爾瓊近岸。他們被宿霧省減災管理辦公室（Cebu Provincial Disaster Risk Reduction and Management Office）的人員救起。拉普拉普市僅受到零星驟雨和陣風影響，該市並未出現重大災情。托萊多遭遇嚴重水災，洪水水深及胸。道路被洪水破壞。據報該市發生一次小型山泥傾瀉。西內格羅省也受水災影響，淹沒414.5公頃的農地。全省共532名農民受災。農業損失達730萬菲律賓披索（14.7萬美元）。
據菲律賓媒體報道，兩人在風災後喪生。托萊多一名少女在上學途中過河時遇溺身亡，然而當天學校已經停課，而曼達維市一名男孩被捲入河中後失蹤。他在一天後被證實死亡。不過，怡安集团的一份報告指出，與奧林及其殘留相關的水災造成11人死亡。全國共43,071人受奧林的影響，其中35,038人提前撤離。南蘇里高省科爾特斯的一所房屋被摧毀，而另一所位於北阿古桑省卡巴德巴蘭的房屋則遭到破壞。奧林造成的損失總額達2.68億菲律賓披索（540萬美元）。

## 外部連結
- 聯合颱風警報中心有關第一號熱帶低氣壓的最佳路徑數據 （英語）
- 美國海軍研究實驗室有關01W.ONE （英語）